# Bulbophyllum penicillium
Bulbophyllum penicillium là một loài phong lan thuộc chi Bulbophyllum.